# Francisco Guaresma
Francisco Guaresma OFMObs († 1576) war ein römisch-katholischer Ordensgeistlicher und Bischof von Ceuta-Tanger.

## Leben
Francisco Guaresma war Mitglied der Ordensgemeinschaft der Franziskanerobservanten.
Er wurde am 15. Dezember 1557 zum Bischof von Tanger im heutigen Marokko ernannt und empfing im darauffolgenden Jahr das Sakrament der Bischofsweihe. Nachdem das im Jahre 1469 aus dem Bistum Ceuta heraus gegründete Bistum Tanger im Jahre 1570 wieder mit dem Bistum Ceuta zum Bistum Ceuta-Tanger vereinigt wurde, wurde Bischof Francisco Guaresma am 9. Juni 1570 zum Bischof von Ceuta und Tanger ernannt. Dieses Amt bekleidete er bis zu seinem Tod im Jahre 1576.